# Caja Castilla-La Mancha
Caja Castilla-La Mancha (Caja de Ahorros de Castilla-La Mancha) o CCM fue una caja de ahorros española con sede central en Cuenca. 
En 2010, Cajastur se hizo con el negocio financiero de Caja Castilla-La Mancha (CCM) a través de su filial Banco Liberta, la cual cambió su denominación a Banco de Castilla-La Mancha. Tras el traspaso del negocio financiero de Cajastur a Liberbank, Banco de Castilla-La Mancha pasó a ser una filial de Liberbank. La transformación de la Obra Social de la caja dio lugar a la Fundación Caja Castilla-La Mancha.

## Historia

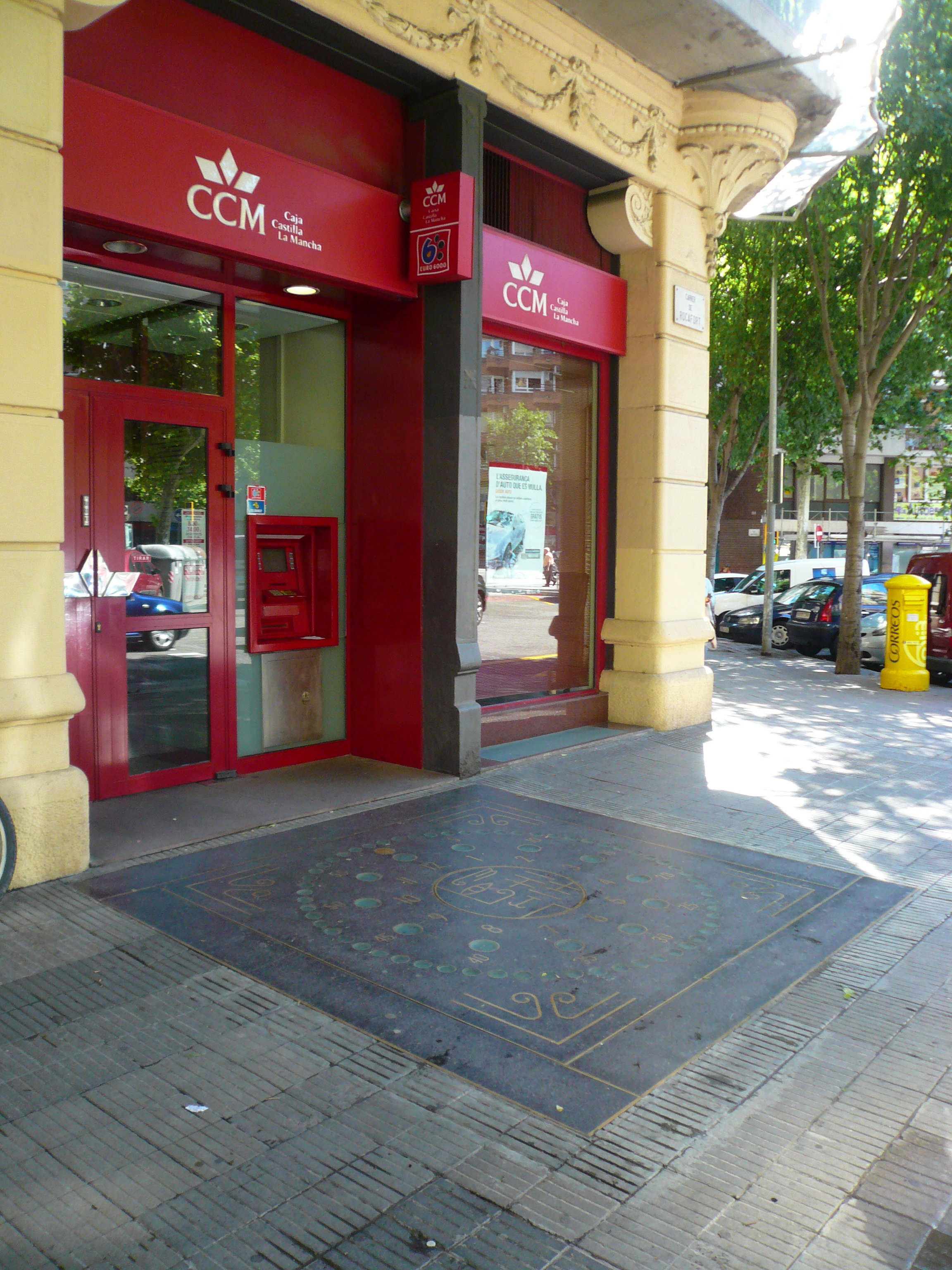
Oficina de Caja Castilla-La Mancha en Barcelona

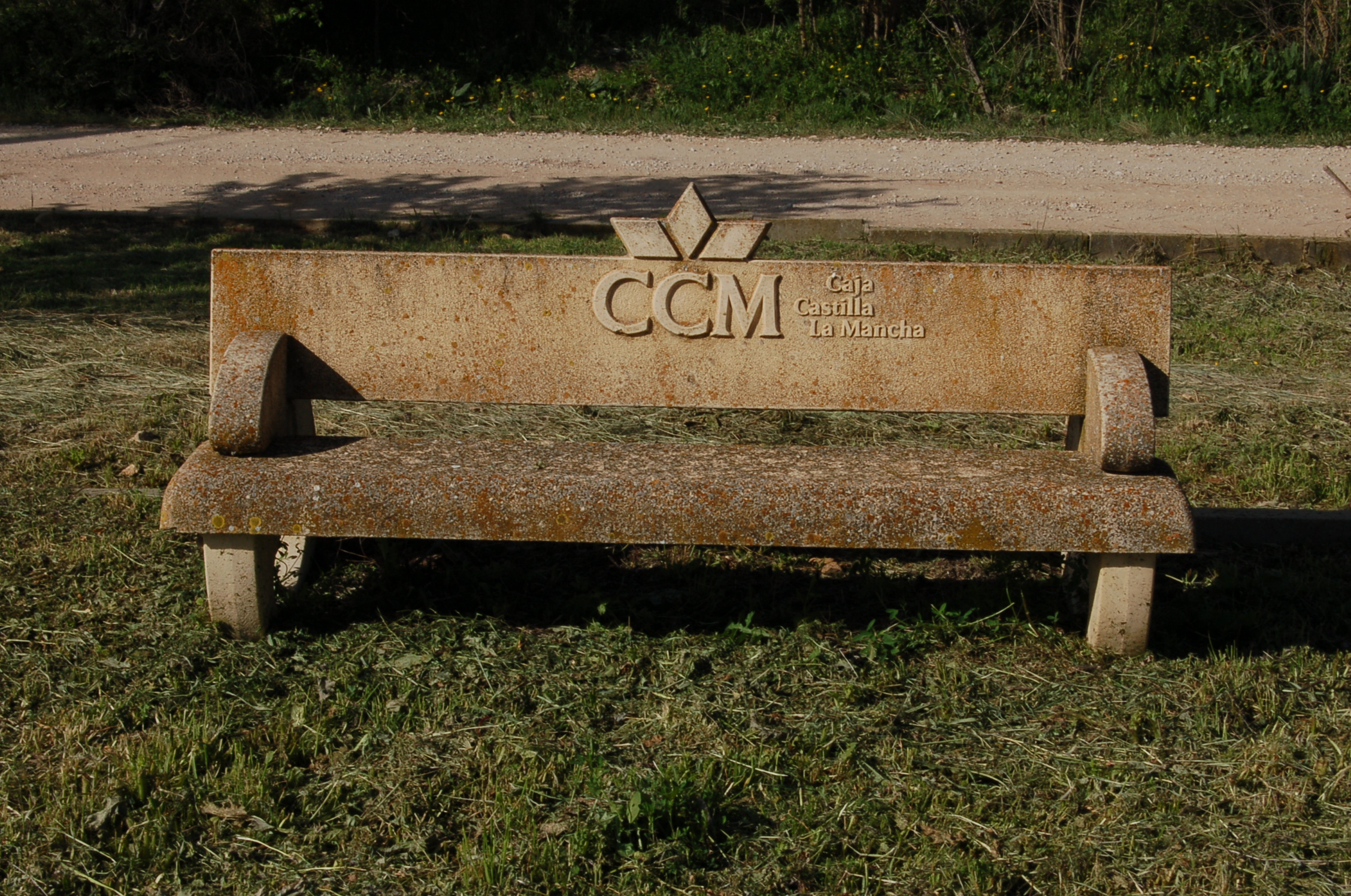
Banco de CCM en Hontecillas.

Nació el 26 de junio de 1992 como resultado de la fusión de tres cajas de ahorros provinciales: la Caja de Ahorros Provincial de Albacete, la Caja de Ahorros de Cuenca y Ciudad Real y la Caja de Ahorros Provincial de Toledo. Tras la fusión, sólo quedaron dos cajas de ahorros con sede en la comunidad: la propia Caja Castilla-La Mancha y Caja de Guadalajara. En 1999, se abordó la posible fusión de ambas entidades, sin lograr llegar a un acuerdo.
Desde 1999 hasta su intervención por el Banco de España en marzo de 2009, su presidente fue Juan Pedro Hernández Moltó. El 1 de julio de 2010 la Junta General de la Caja de Ahorros anunció la desaparición de CCM como Caja de ahorros para convertirse en una fundación.
Su red de 582 oficinas estaba extendida principalmente por todas las provincias castellano-manchegas, siendo menor su implantación en la de Guadalajara, que contaba con una caja de ahorros propia. Se encontraba también implantada en otras provincias españolas.

### Intervención por el Banco de España
Cuando a finales de 2008 aparecieron los primeros síntomas de crisis en Caja Castilla-La Mancha se intentó su fusión con Ibercaja y tras el fracaso de esta se empezaron las negociaciones para una posible fusión con Unicaja.
El sábado 28 de marzo de 2009, el Banco de España tomó la decisión de intervenir la entidad, cesando a todo su consejo de administración encabezado por Juan Pedro Hernández Moltó, nombrando tres administradores, garantizando los depósitos de la Caja con el Fondo de Garantía de Depósitos y comunicando inmediatamente el hecho al Ministerio de Economía. El domingo 29 de marzo, se reunió un Consejo de Ministros extraordinario para aprobar un decreto-ley avalando la inyección de liquidez necesaria. La falta de liquidez era consecuencia, en gran parte provocada por sus inversiones en el sector de la construcción y la profunda crisis inmobiliaria española que se desarrolla desde el año 2008.
El 16 de abril de 2009, fue nombrado director general Gorka Barrondo Agudín, desde julio de 2007 subdirector general de Finanzas y de Gestión de Activos en la propia entidad, en sustitución del cesado Ildefonso Ortega Rodríguez-Arias.
El 4 de mayo de 2009, se presentó a la plantilla como director general del Grupo Caja Castilla-La Mancha Xabier Alkorta Andonegi, ex director general de la Kutxa y nombrado a instancias de los Administradores del Banco de España.
El 30 de octubre de 2009, concluía el plazo para que las entidades que optaban a fusionarse con la entidad castellano-manchega presentasen sus propuestas ante el Banco de España, aunque finalmente fue ampliado para permitir la presencia de más ofertas.
El 3 de noviembre de 2009, el Banco de España autorizó la "integración parcial" en Cajastur de Caja Castilla-La Mancha (CCM), intervenida desde marzo por el supervisor. La unión de ambas entidades no se realizaría mediante una fusión. Cajastur había buscado una solución alternativa para hacerse con el negocio bancario de CCM de forma indirecta. Banco Liberta, una entidad inactiva de la caja asturiana que contaba con ficha bancaria, absorbió los activos y pasivos bancarios de CCM. Esta entidad tendría su sede en Castilla-La Mancha y sería una filial de Cajastur, que tendría el 75 % del capital de esta entidad. A cambio, la entidad asturiana entregaría a una Fundación, que se tenía que crear en Castilla-La Mancha, el 25 % de Liberta. El nuevo banco mantendría en sus oficinas el nombre comercial de CCM.
En total, se concedieron tres tipos de ayudas a Caja Castilla-La Mancha (CCM): una inyección de urgencia para mantener viva la entidad tras la intervención de la que se usaron 1150 millones (el Gobierno puso a su disposición hasta 9000 millones); 1300 millones de euros en participaciones preferentes concedidos por el Fondo de Garantía de Depósitos (FGD) (aún no existía el FROB); y 2475 millones de Esquema de Protección de activos (EPA) sobre el valor de los activos para la ganadora de la puja, en ese caso Cajastur (a lo que hay que añadir otros 350 millones de financiación puente). En total, 5275 millones de euros.
El 21 de septiembre de 2010, Cajastur se hizo con el control definitivo del negocio financiero de Caja Castilla-La Mancha (CCM) con la elevación a escritura pública y presentación al Registro Mercantil de los acuerdos y contratos de segregación de activos de la entidad manchega e incorporación de todo su negocio financiero (oficinas, marca, clientes, depósitos, créditos y otros productos financieros) al Banco Liberta, filial de Cajastur. Esta entidad, que meses atrás había trasladado su sede Oviedo a Cuenca, elevó ese mismo día a rango público este cambio de domicilio y también la sustitución de su razón social de manera que Banco Liberta, S.A. pasó a regir a todos los efectos como Banco de Castilla-La Mancha, S.A.
El 30 de septiembre de 2010, comenzó a operar la nueva entidad. nacida de la operación anterior, con el nombre Banco de Castilla-La Mancha, aunque manteniendo la marca comercial CCM.

### Desaparición: transformación en fundación
El 30 de septiembre de 2010, la transformación de la Obra Social de la caja dio lugar a la Fundación Caja Castilla-La Mancha. Esta fundación es la que asumió la labor de contribuir al desarrollo social, asistencial, cultural, educativo y medioambiental de Castilla-La Mancha que tenía dicha obra social. Recibió el 25 % del capital de Banco de Castilla-La Mancha.
El 25 de septiembre de 2014, el Patronato de la Fundación aprobó la transformación en fundación bancaria, para así adaptarse a la Ley de Cajas de Ahorros y Fundaciones Bancarias.
En agosto de 2015, Ciudadanos denunció que el Expediente de Regulación Temporal de Empleo (ERTE) de la Fundación Caja Castilla-La Mancha había pasado a ser un Expediente de Regulación extintivo.
El 15 de junio de 2016, se produjo la transformación de la entidad en fundación bancaria.
El 18 de diciembre de 2017, la Junta General de Accionistas de Banco de Castilla-La Mancha (del cual la fundación poseía un 25 % del capital) acordó una reducción y aumento de capital simultáneos para restablecer el equilibrio patrimonial de la entidad. Liberbank se comprometió a suscribir el 100 % de la ampliación de capital, convirtiéndose en el único accionista de Banco de Castilla-La Mancha. El 31 de enero de 2018, esta operación fue inscrita en el Registro mercantil de Cuenca.
Finalmente, tras el Expediente de Regulación de Empleo (ERE) "por causas económicas" mediante el que la fundación se había deshecho de toda su plantilla, se produjo el cese de actividad de la fundación.

## Causas judiciales
Con motivo de la intervención de 2009 por el Banco de España, el 15 de octubre de 2013, el juez de la Audiencia Nacional, Pablo Ruz, imputó a siete ejecutivos de Caja Castilla-La Mancha por su mala gestión de la entidad y que podría haber derivado en un perjuicio patrimonial durante la gestión de los ejecutivos citados. El 16 de diciembre de 2014, Pablo Ruz abrió juicio contra los exgestores de Caja Castilla-La Mancha y les impuso 138 millones de fianza. El juez acusó a Juan Pedro Hernández Moltó y a Ildefonso Ortega de administración desleal y falseamiento de las cuentas.
En febrero de 2016, la Audiencia Nacional condenó a Juan Pedro Hernández Moltó, expresidente de la entidad y exdiputado del PSOE, e Ildefonso Ortega, ex director general. Fueron condenados a dos años de prisión por un delito societario de falsedad contable cometido al manipular las cuentas de la entidad. También se les condenó a dos años de inhabilitación para ejercer cargos en el sector financiero y a una multa de 29 970 euros, así como al pago de las costas. El juez afirmó que no elevaba más la pena porque no hubo enriquecimiento personal. El tribunal les absolvió del delito de administración fraudulenta y tendrá que decidir si entran o no en prisión.